# 葫芦岛市第一高级中学
葫芦岛市第一高级中学是辽西地区一所知名的百年老校，全国百强重点中学，辽宁省重点中学、模范学校，葫芦岛市教育局直属高中。高中始建于1935年。发展建设定位于“地区示范、省内一流、全国知名”，创办具有一流文化品味的人文型学校。

学校原址位于葫芦岛市连山区新华大街，占地三万九千平方米，建筑面积两万多平方米，有教学楼、办公楼、实验电教楼、宿舍楼、食堂、小球场、园林小区等。
2004年底，学校整体迁入龙港区教育园区内崭新的校址，位处龙港区连山区交界地，葫芦岛市第一高级中学的历史掀开了新的篇章。

高中始建于1935年，1948年随着东北的解放进入新中国的时代。 二十世纪六十年代，葫芦岛市第一高级中学率先进入辽宁省首批重点中学行列；
1984年以来学校连续被评为辽宁省文明学校，1996年教师节被评为全省模范学校。
2003年5月，经专家组评审，又进入辽宁省首批示范高中行列。

葫芦岛市第一高级中学是全国百强重点中学，全国排名第84名（2011 2010），辽宁省重点中学、模范学校，葫芦岛市教育局直属高中。

学校占地面积300亩，建筑面积5万4千平方米。

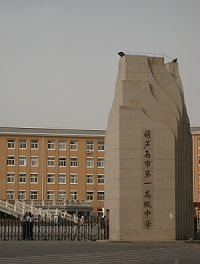
葫芦岛市第一高级中学校门

## 历任书记、校长
- 高柏松：1953-1961历任副校长、校长兼党支部书记；1978-1981任校长兼党支部书记
- 董冷石：1954-1959任校长
- 武振毅：1957-1959任校党支部书记
- 杨杰：1954-1956任副校长；1962-1969任校党支部书记
- 张斌：1962-1965任校长；1976-1984任副校长
- 刘志良：1980-1982任校长
- 宋兴文：1971-1975任校党支部书记；1981-1986任校党支部书记兼校长；1986-1987任校长
- 史锦安：1986-1989任校党委书记
- 李刚：1987-1989任校长；1989-2002任校长兼校党委书记
- 王世棠：2002至2019任校长兼校党委书记
- 谢文海：2019-2023任校长兼党委书记；2023至今任校党委书记
- 郑国：2023至今任校长

## 名人校友
- 李子彬：国家计委副主任、国务院西部开发办副主任、深圳市市长。
- 倪润峰：四川长虹电子集团公司前董事长。
- 蒋兴权：前国家男篮主教练。
- 耿德章：国家卫生部保健局局长、北京医院院长。
- 袁政鸣：中央电视台新闻评论部主任